# 128408 Mikehughes
128408 Mikehughes è un asteroide della fascia principale. Scoperto nel 2004, presenta un'orbita caratterizzata da un semiasse maggiore pari a 2,4182757 UA e da un'eccentricità di 0,3064174, inclinata di 21,46247° rispetto all'eclittica.